# Пелхам, Джон
Джон Пелхам (Пе́лэм англ. John Pelham; 7 сентября 1838 — 17 марта 1863) — американский военный, офицер армии Конфедерации в годы Гражданской войны, командовавший отрядом конной артиллерии в дивизии Джеба Стюарта. Был известен военным талантом и личной отвагой, а также существенным вкладом в теорию применения лёгкой артиллерии. Он особенно знаменит огневой поддержкой дивизий Джексона в сражениях при Энтитеме и Фредериксберге, где одно его орудие на целый час задержало наступление дивизии Джорджа Мида. Погиб весной 1863 года в сражении при Келли-Форд.

## Ранние годы

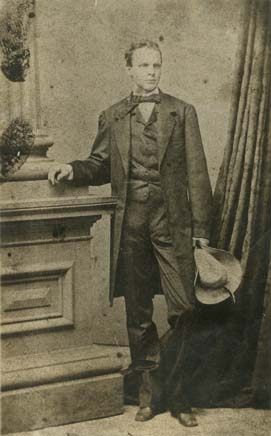
Пелхам в 1860 году

Пелхам родился в Алабаме, в округе Бентон (сейчас Калхун), он был третьим сыном доктора Аткинсона и Марты Пелхам. У него было шесть братьев, и все они впоследствии служили в армии Конфедерации. Семья вела своё происхождение от Питера Пелхама, который родился в Английском Чичестере и уехал в Америку в 1726 году. Его сын Чарльз родился в 1748 году и в годы Войны за независимость служил майором 1-го вирджинского полка. После войны Чарльз женился на Изабелле Аткинсон, и в 1797 году у них родился сын Аткинсон, отец Джона Пелхама. 22 декабря 1833 года Аткинсон женился в Филадельфии на Марте Макги, а после 1837 года семья переехала в Алабаму.
В марте 1856 года Пелхам был принят в военную академию Вест-Пойнт по рекомендации сенатора Майлза Вашингтона Эбернети. Среди его одноклассников были Эдельберт Эймс (будущий генерал Федеральной армии), Орвиль Бэбкок, Джадсон Килпатрик и Эмори Эптон. Учителями и инструкторами Пелхама были, в частности, Уильям Харди, Джон Пеграм, Джон Скофилд, Джон Рейнольдс, Джон Гиббон и Чарльз Филд.

Пелхам должен был окончить Вест-Пойнт в июле 1861 года, но этому помешала война. 11 января Алабама вышла из состава Союза, но Пелхам надеялся всё же окончить обучение. 1 февраля произошла сецессия Техаса, и в тот же день отец прислал ему своё официальное разрешение покинуть Академию. 27 февраля Пелхам и Томас Россер написали письмо президенту Конфедерации Джефферсону Дэвису с просьбой подсказать правильное решение по поводу увольнения из Академии, но не получили ответа. Он всё ещё колебался, но 12 — 13 апреля 1861 года произошло сражение за форт Самтер, и 17 апреля Пелхам подал официальное заявление об увольнении, а 22 апреля ночью покинул Академию.

## Гражданская война
Пелхам совершил долгое и опасное путешествие через всю страну до Алабамы, где пытался тренировать рекрутов, но у него это не получилось, поэтому он решил пойти на службу в полевую армию. 15 мая его просьбу утвердили и Пелхам был определён в артиллерию в звании первого лейтенанта и направлен в вирджинский Линчберг. Оттуда его направили в армию Шенандоа, и 15 июня он прибыл в Винчестер, в штаб армии. Его направили в батарею капитана Эфраима Эльбертиса, в которой числилось 62 человека, 4 шестифунтовых орудия и 43 лошади. Эта батарея была известна как «батарея Уайза» (англ. Wise Artillery).
В июле началось наступление федеральной армии на Манассас и армия Шенандоа была переброшена на соединение с армией Пьера Борегара у Манассаса. Когда батарея прибыла на место, капитан Эльбертис заболел, и 21 июля Пелхам принял командование. В тот же день началось первое сражение при Булл-Ран. Федеральная армия атаковала левый фланг армии Борегара, и тот стал перебрасывать на опасный участок дополнительные силы, в частности, бригаду Фрэнсиса Бэртоу, который вызвал за собой батарею Пелхама. Когда Пелхам прибыл на место, бригады генералов Би и Бертоу уже отступали к холму Генри, где развернул свою бригаду Томас Джексон. Джексон велел Пелхаму занять позицию на правом фланге бригады. С этой позиции батарея вела огонь по наступающим федеральным частям. Когда положение стало опасным, и Джексон велел отвести артиллерию в тыл, Пелхам заметил федеральную бригаду Шермана, выходящую во фланг Джексону. Он отменил отступление и открыл огонь картечью, который заставил Шермана отступить. В этом сражении батарея Пелхама потеряла всего 2 человек убитыми.
В сентябре Пелхам был переведен из батареи Эльбертиса в Калпеперскую батарею капитана Джорджа Грове. В том же месяце Джеб Стюарт стал бригадным генералом и решил создать в своей кавалерийской бригаде отряд конной артиллерии. 11 ноября военный секретарь утвердил это формирование, а 29 ноября, по настоянию Стюарта, Пелхам был назначен его командиром. Стюарт также просил присвоить Пелхаму звание капитана, но это прошение удовлетворено не было. Пелхам с энтузиазмом взялся за совершенствование своей батареи и даже лично навербовал в Алабаме 40 человек. 15 марта правительство выдало ему в награду 600 долларов за успехи в наборе рекрутов.
Новая батарея состояла из 8-ми орудий, 150-ти человек и 130-ти лошадей. В распоряжении Пелхама имелись две 6-фунтовые гаубицы, четыре 12-фунтовые гаубицы, один «Наполеон» и одно «орудие Блекли» английского производства.

### Кампания на полуострове

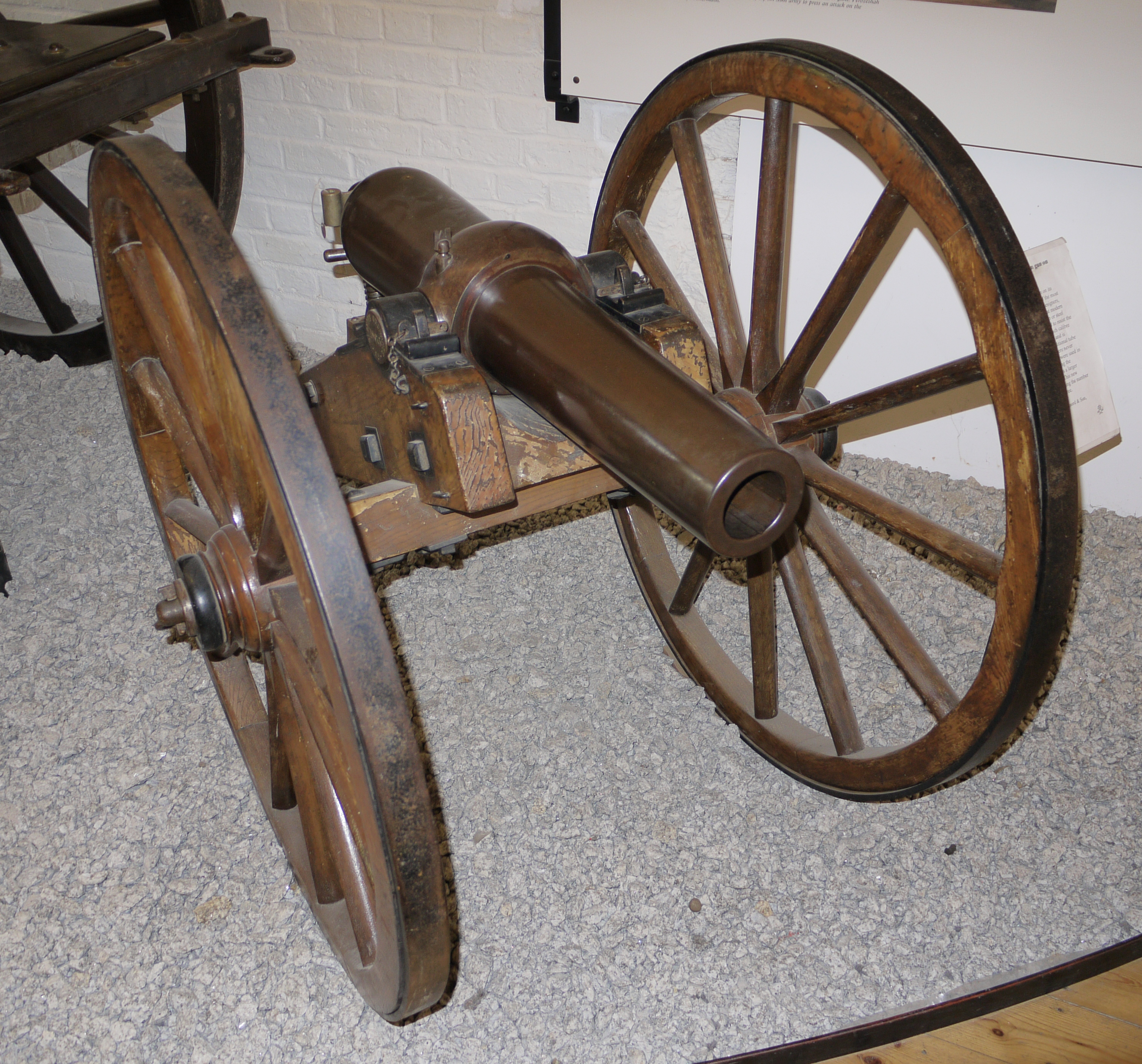
Blakely rifle — орудие калибра 2,75 (6 фунтов), одно из основных орудий в батарее Пелхама

Весной 1862 года федеральная армия высадилась на Вирджинском полуострове и Джозеф Джонстон отправился навстречу ей к Йорктауну. Батарея Пелхама была направлена туда же; в это время в ней числилось 8 орудий и 141 человек. 3 мая армия Джонстона отступила от Йорктауна, а 4 мая произошло сражение при Уильямсберге между передовыми дивизиями федеральной армии и арьергардами Джонстона. Батарея Пелхама успела подойти только в конце боя (две 12-фунтовые гаубицы и одно 12-фунтовое орудие Blakely rifle). Она заняла позицию к северу от Форта-Магрудер и приняла участие в преследовании отступающего противника. По свидетельству очевидцев, Пелхам управлял своей батареей «со спокойствием ветерана». В этом бою батарея потеряла двух человек.
После Уильямсберга батарея продолжала отступать в арьергарде армии. Она не участвовала в сражении при Севен-Пайнс, но в этом бою был захвачен 12-фунтовый «Наполеон», который передали Пелхаму. 12 июня Стюарт отправился в рейд вокруг армии Макклелана. Он взял с собой три орудия, однако по неизвестной причине не привлёк к рейду Пелхама. По одной из версий, в те дни он болел корью.
Пред началом Семидневной битвы кавалерии Стюарта и батарее Пелхама было поручено встретить дивизии Томаса Джексона у Эшланда и прикрывать их выдвижение к Механиксвиллу. Так как Джексон отставал от графика, то Пелхам не успел принять участия в сражении при Механиксвилле. Утром 27 июня началось сражение при Геинс-Милл. Джексон снова опаздывал, и тогда Стюарт предложил послать батарею Пелхама вперёд, чтобы он помешал федеральной батарее обстреливать развертывание пехотных колонн Джексона. Пелхам взял с собой два орудия и вышел с ними на передовую позицию. Орудие Блекли сразу вышло из строя, но Пелхам продолжал вести обстрел из одного своего «Наполеона», несмотря на федеральные батареи, которые пытались ему помешать. Здесь он обратился к своим артиллеристам со словами: «Парни! Мы, алабамцы — это всё, что стоит между батареями янки и отрядами генерала Джексона! Мы должны обезвредить их, чтобы пехота из Долины могла двинуться вперед и присоединиться к общей атаке!» Пелхам удерживал позицию около часа, пока не подошли 30 орудий корпуса Джексона и не сменили его. После сражения Стюарт представил Пелхама Джексону со словами: «Генерал Джексон, вот капитан Пелхам, который сдерживал батареи противника на нашем фронте». Джексон ответил на это: «Хорошая работа, капитан Пелхам».
Бригада Стюарта не участвовала в сражении при Малверн-Хилл 1 июля, но 2 июля, когда федеральная армия отступала к Харрисон-Лендинг, Стюарт поручил Пелхаму опасное задание: с одной гаубицей и эскадроном 1-го вирджинского кавполка он должен был следовать за противником и выяснить его месторасположение. Уже утром 3 июля Пелхам сообщил, что обнаружил базу противника и что около этой базы находится высота Эвентон-Хиллс, господствующая над местностью. К сообщению Пелхам приложил нарисованную от руки карту. Стюарт передал донесение Джексону и сразу же отправился к Пелхаму. Он обнаружил, что федеральный лагерь действительно находится у подножия Эвентон-Хиллс и, что самое удивительное, у лагеря нет охранения. «Это было блестящее стечение обстоятельств, которого не случалось за всю Семидневную битву, — писал по этому поводу историк Джерри Максвелл, — появилась возможность уничтожить всю Потомакскую армию генерала Макклеллана». В 08:00, в ожидании подхода своей пехоты (дивизии Лонгстрита), Стюарт приказал Пелхаму обстрелять федеральный лагерь из своей гаубицы. В 09:00 Пелхам сделал первые выстрелы. Стюарт был уверен, что пехота Лонгстрита уже близко, и что обстрел наведёт панику в армии противника, но он ошибся. Федеральный флот открыл огонь и заставил Пелхама сменить позицию. Почти 5 часов, до 14:00, Пелхам вёл одиночный бой против артиллерии федеральной армии и флота. По приказу Стюарта он даже применил ракеты Конгрива для поджога федерального лагеря. Вскоре пришло сообщение, что Лонгстрит выбрал неправильную дорогу и находится далеко от места событий, а Пелхам доложил, что у гаубицы осталось боеприпасов на два выстрела. Стюарт приказал отступить. Пехота Лонгстрита подошла только ночью, когда высоты уже были заняты противником. Ли отменил атаку.

### Северовирджинская кампания

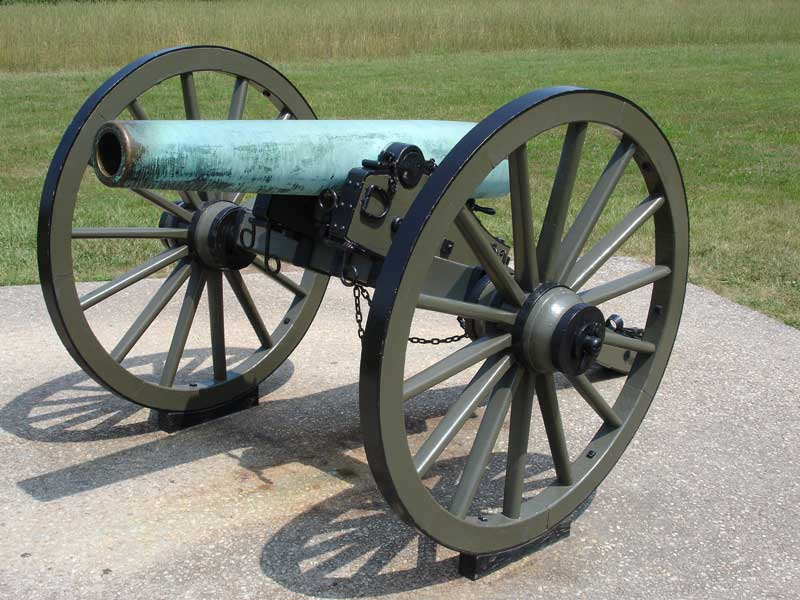
Бронзовый гладкоствольный 12-фунтовый «Наполеон» армии Конфедерации

После Семидневной битвы Стюарт отвёл свои бригады к Ричмонду. Здесь Пелхам начал приводить в порядок свою батарею. В июле 1862 года она насчитывала 150 рядовых при шести орудиях. Это были два 12-фунтовых «Наполеона», три 12-фунтовые гаубицы и одно «орудие Блекли».
В начале августа началось наступление Вирджинской армии генерала Джона Поупа. Ли поручил Стюарту разведать намерения Поупа и 4 августа Стюарт отправился на задание с четырьмя кавалерийскими полками и батареей Пелхама. 6 мая они участвовали в перестрелке с федеральной колонной около Фредериксберга. После возвращения из этого рейда Пелхам получил звание майора, хотя официально оно было утверждено только через шесть недель.
25 августа генерал Ли отправил Джексона в рейд в тыл армии Поупа. Вечером 3000 кавалеристов Стюарта при поддержке батареи Пелхама отправились за ним и нагнали колонну Джексона на восходе 25 августа. Джексон вышел в тыл Вирджинской армии и разорил федеральные склады на станции Бристо и у Манассаса. На перехват ему с севера была направлена бригада Тейлора, но она была остановлена батареей Карпентера. Пелхам прибыл на место перестрелки уже после конца боя. Он успел вывезти два трофейных 3-фунтовых нарезных орудия.
От Манассаса Джексон отвел свои дивизии на запад и разместил их на Каменистом хребте. Батарея Пелхама следовала в арьергарде. Они не участвовали в перестрелке, известной как сражение у Броунерс-Фарм днем 28 августа, находясь в тылу, и только к вечеру Джексон приказал батарее занять место на крайнем правом фланге армии около дивизии Тальяферро. Уже в темноте батарея участвовала в артиллерийской перестрелке, которая завершилась в 21:00. Джексон впоследствии написал: «так как маневрировать артиллерией в лесу оказалось сложно, то у меня не оказалось этого оружия в том количестве, на которое я рассчитывал в начале сражения; но эта проблема была решена майором Пелхамом и его конной артиллерией, которая вышла вперёд правее меня и открыла огонь в тот момент, когда её услуги были более всего необходимы».

### Мерилендская кампания

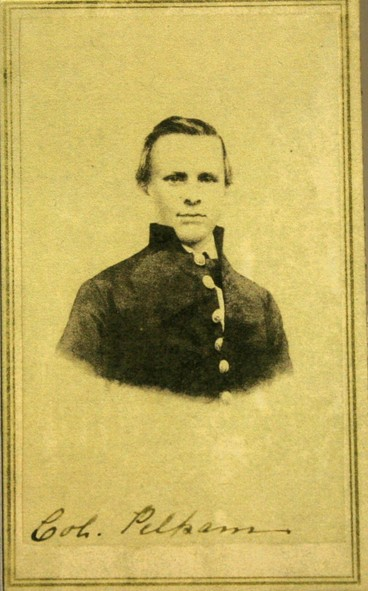
Визитная карточка Пелхама

После сражения при Булл-Ран батарея Пелхама некоторое время стояла под Лисбергом, откуда он написал письмо родителям: «Я так понимаю, что генерал Джексон хочет вторгнуться в Пенсильванию, — писал он, — чтобы повредить их шахты и железные дороги… Если все пойдёт хорошо, то я надеюсь, война скоро закончится и мы снова будем вместе — во всяком случае, я молюсь об этом». 4 сентября началась Мерилендская кампания: батарея Пелхама перешла Потомак у Уайт-Форд, где река достигала 400 метров ширины и более полуметра глубины. 6 сентября его батарея получила 21 свежую лошадь.
7 сентября Стюарт развернул свою кавалерию в пикетную цепь у Фредерика, и Пелхаму поручили участок на дороге Фредерик-Балтимор у Ньюмаркета. В тот день у Пелхама был день рождения и артиллеристы подарили ему жареную свинью. Похищение свиньи формально было объяснено тем, что «она напала на нас и была убита в порядке самообороны». 10 сентября Северовирджинская армия начала перемещаться на запад, а 11 сентября Стюарт получил приказ прикрывать этот манёвр и отходить к Южным Горам, где Пелхам должен был усилить дивизию Дэниеля Хилла. 13 сентября во время этого отхода на запад, батарея Пелхама случайно потерялась, едва не попала в руки федералов и пришла к месту сбора только утром 14 сентября. В это время уже было известно о начале наступления федеральной армии и Пелхаму поручили поддерживать огнём бригаду Самуэля Гарланда, которая обороняла ущелье Фокса.
При поддержке орудий Пелхама южане удерживали ущелье Фокса с 09:00 до 15:30, до того момента, когда подошла бригада Джона Худа и остановила федеральное наступление. На следующий день, когда Ли отводил армию к Шарпсбергу, Пелхам помогал кавалерии Стюарта сдерживать наступление федеральный войск около Бунсборо. Отступив от Бунсборо, Пелхам занял позицию у Кедисвилла, где дал по противнику несколько залпов, после чего приказал свернуть батарею и отправил её к Шарпсбергу.
16 сентября под Шарпсбергом, во время сражения при Энтитеме Пелхаму было поручено поддерживать левый фланг армии (дивизии Джексона), для чего его батарея заняла стратегически важную высоту, известную как Никодемус-Хайс. В распоряжении Пелхама на этот раз имелось четыре орудия. Уже вечером того дня появились части корпуса Джозефа Хукера и Пелхам открыл по ним огонь, нанеся первый урон федеральным войскам — в данном случае бригаде Марсена Патрика. По непонятным причинам генерал Хукер не придал значения батарее противника на своём правом фланге и не предпринял никаких действий по её ликвидации.
17 сентября, в 5:30, как только корпус Хукера начал наступление на позиции генерала Джексона, батарея Пелхама открыла огонь. Пелхам так удачно вёл обстрел, что Джексон отправил ему в усиление батарею Поаге, и теперь в руках Пелхама было уже 19 стволов. Когда федеральная пехота подошла опасно близко к Никодемус-Хайс, Джексон приказал бригаде Эрли прикрыть батареи. Пелхам сумел продержаться на высотах около часа и отступил, когда федеральные орудия пристрелялись к его позиции и когда поле боя оказалось полностью закрыто дымом и невозможно стало отличить свои части от чужих.
Пелхам отвёл батарею на 1000 метров назад на хребет Хаусерс-Ридж. Здесь батарея осталась до конца дня и отсюда помогала отбивать наступление корпуса генерала Мансфилда. «Храбрый Пелхам продемонстрировал все свои благородные способности, которые обессмертили его, — писал Стюарт, — он командовал всеми батареями генерала Джексона — батареей Поаге, Каррингтона, и конной артиллерией Стюарта. Этот холм, который он удерживал так отчаянно и так долго одной только артиллерией, был основной причиной того, что наши позиции были удержаны». Томас Джексон (в прошлом — преподаватель артиллерийского дела) произнёс по этому поводу слова, ставшие знаменитыми: «…он командовал сегодня почти всей артиллерией на левом фланге армии и я никогда не видел более умелого управления орудиями. Удивительно встретить столько выдержки и таланта в почти что мальчике. Имея по Пелхаму на каждом фланге я, думается, смогу завоевать весь мир».
Впоследствии масштабы сражения на Никодемус-Хайс были несколько преувеличены. Историк Тед Александер писал: «При описании Энтитема стало традицией утверждать, что Пелхам, имея примерно 15 орудий, весь день удерживал Никодемус-Хайс, прикрывая левый фланг Ли. На самом деле тяжёлый контрбатарейный огонь сорока орудий Первого федерального корпуса стал главной причиной того, что храбрый Пелхам отступил на безопасные участки поля боя примерно через 90 минут после начала сражения».
После завершения кампании кавалерия Стюарта встала лагерем под Шефердстауном. Сослуживцы Пелхама потом вспоминали: «Помню, Пелхам приводил в лагерь дам и показывал им орудия, и людей, которые у него служили. Он, похоже, очень гордился ими. Он переходил от орудия к орудию, лаская их, как животных. Он рассказывал историю каждого орудия — о том, какой урон янки наносило конкретное орудие в конкретный момент времени, и тому подобное. Никто не знал их лучше нашего доблестного капитана. Трудно сказать, кого он любил больше, эти орудия, или артиллеристов, которые ими заведовали».

### Фредериксберг
Самым известным сражением в карьере Пелхама стало сражение при Фредериксберге. В этом бою он командовал пятью артиллерийскими батареями:
- Батарея Брэтхеда (вирджинская), кап. Дж. Брэтхед
- Батарея Чью (вирджинская), кап. Роджер Чью
- Батарея Харта (южнокаролинская), кап. Дж. Харт
- Батарея Генри (вирджинская), кап. М. Генри
- Батарея Мурмана (вирджинская), кап. М. Мурман

Перед началом наступления федеральной армии Пелхам взял два орудия и разместил их на передовой позиции, которая позволяла вести огонь во фланг наступающей дивизии Джорджа Мида. «…два орудия Пелхама открыли огонь и великолепие боевых порядков северян было мгновенно нарушено… атака Мида начала захлёбываться, ещё не успев начаться, и виной тому были всего два орудия конфедератов. Чтобы заставить их замолчать, федералы развернули несколько своих батарей и открыли по позициям Пелхама ураганный огонь, но бесстрашный майор ничуть не был смущен обрушившимся на него смертоносным градом. Даже после того, как одно из его орудий было подбито, он отказался покинуть фланговую позицию и продолжал обстреливать пехоту противника из единственной оставшейся у него пушки».
Дуглас Фриман описал происходящее так: «Как только федералы двинулись вперёд, как белые облачка дыма показались на их левом фланге. Это были орудия конной артиллерии Пелхама, всего два, храбро выехавшие на передовую позицию. Вскоре стало видно, что они накрывают противника анфиладным огнём. Наступающие остановились. Они пытались найти какое-то укрытие в складках местности. Видно было, как подтягиваются батареи, намереваясь заставить Пелхама замолчать. Четыре вскоре открыли по нему огонь. Казалось, что он неизбежно погибнет. Одно орудие вышло из строя, но под завесой дыма он поменял позицию и вышел из зоны досягаемости. Он менял позицию снова и снова, оставаясь один против шестнадцати, но не замолкал. Наступающая федеральная колонна стояла на своём месте. Вся армия ждала, наблюдая этот бой, который в одиночку вёл отважный артиллерист».
Федеральный генерал Джордж Мид в рапорте так описал события: «…противник открыл беглый огонь батареей, размещёной на Боулинг-Грин-Роуд, и её огонь пришёлся нам в левый фланг и тыл. Предполагая атаку с этого направления, Третья бригада развернулась влево, сформировав, вместе с Первой, две стороны квадрата. Батарея Симпсона вышла вперёд и левее Третьей бригады, а батареи Купера и Рансома вышли на бугор левее Первой бригады. Эти батареи сразу же открыли огонь по батарее противника и, при содействии некоторых батарей генерала Даблдея у нас в тылу, на другой стороне Боулинг-Грин-Роуд, после 20-минутного огня, заставила орудия замолчать и отойти».

### Гибель
Зимой и весной 1863 года армии Севера и Юга стояли на противоположных берегах реки Раппаханок, изредка совершая кавалерийские рейды друг против друга. 16 марта 3000 федеральных кавалеристов под командованием генерала Эверелла вышли к Раппаханоку у переправы Келлис-Форд. Утром 17 марта они вышли к переправе и отбросили пикеты южан. Перейдя реку, Эверелл разместил своих людей за каменной изгородью и стал ждать атаки. Это дало время генералу Фицхью Ли подтянуть дополнительные силы. На поле боя прибыл лично Джеб Стюарт, который взял с собой батарею Пелхама. Ли послал в атаку 3-й вирджинский кавалерийский полк. Началось сражение при Келли-Форд.

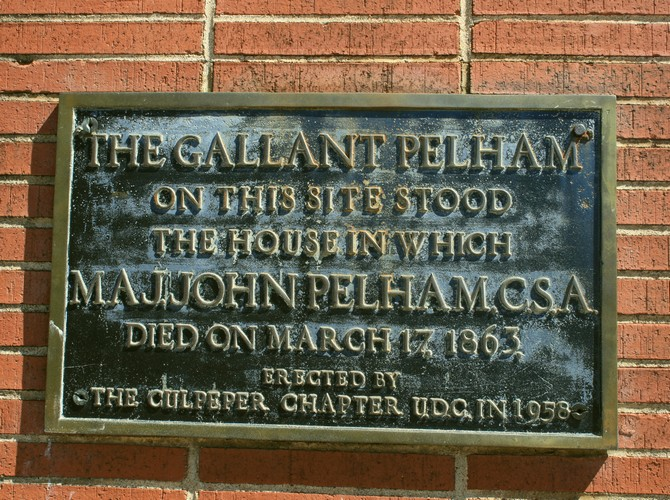
Калперер, дом 201 по Норт-Мэйн-Стрит. Здесь 18 марта 1863 года умер Джон Пелхам.

Пелхам явился к Стюарту, чтобы получить распоряжения относительно своих орудий, но в это время Стюарт послал в атаку 5-й вирджинский кавалерийский полк и Пелхам решил принять участие в атаке. Кавалерия атаковала позиции федералов за каменной изгородью, над головой Пелхама разорвался снаряд, и он получил несколько осколочных ранений в голову. Он умер в Калпепере ночью, в 01:00 18 марта. «Я любил его как брата, — написал Стюарт матери Пелхама, — он был таким благородным, рыцарственным, был так чист сердцем и так всеми любим!» Он так же подчеркнул: «Майор Пелхам расстался с жизнью 17-го числа, строго и ответственно выполняя свои обязанности — без безрассудства или необдуманного рвения, как некоторые утверждают — но демонстрируя спокойствие и самообладание, которым всегда отличался».
Тело Пелхама было отправлено в Ричмонд, а затем в Джексонвиль (Алабама), где захоронено на городском кладбище. 4 апреля Конгресс Конфедерации посмертно присвоил Пелхаму звание подполковника.

## Память
- В 1863 году Стюарт назвал свою новорожденную дочь Вирджиния Пелхам, в честь своего друга[39].
- В 1866 году Пелхам стал персонажем автобиографической новеллы Джона Кука «Surry of Eagle’s Nest», где он, по словам публицистов, изображён «символом всего, что было дорого Югу»[40].
- В 1894 году поэт Ларри Мэффит Младший написал поэму «John Pelham».
- Статуя Пелхама была установлена в 1905 году в Джексонвилле, а в 1927 году — у Келли-Форд, на месте его гибели[38].
- В 1907 году одна из его шпор стала одним из предметов, которые переплавили в Колокол Покахонтаса[англ.][41].
- Джон Пелхам изображён на одной из самых известных картин Дона Трояни — «Bronze Guns and Iron Men» 1986 года, изображающей его батерею во время сражения при Фредериксберге.